# Cambridge HC
Cambridge HC är en handbollsklubb från Cambridge i England. Cambridge HC spelade 2022/23 i Premier Handball League (södra).